# Pyöriäisvaara
Pyöriäisvaara är en kulle i Finland. Den ligger i Rovaniemi i landskapet Lappland, i den norra delen av landet, 700 km norr om huvudstaden Helsingfors. Toppen på Pyöriäisvaara är 224 meter över havet.
Terrängen runt Pyöriäisvaara är platt. Runt Pyöriäisvaara är det mycket glesbefolkat, med 2 invånare per kvadratkilometer. Det finns inga samhällen i närheten. 